# Bebiankh
Seuserenre Bebiankh là một người gốc Thebes, là pharaon Ai Cập cổ đại của Vương triều thứ 16 trong Thời kỳ Chuyển tiếp thứ Hai của Ai Cập. Theo Kim Ryholt, ông là người kế vị của Semenre. Danh sách Vua Turin ấn định vương triều của ông kéo dài 12 năm, như vậy có lẽ ông cai trị từ năm 1603 - 1588 TCN hoặc 1600 - 1588 TCN.
Người kế vị của ông là một vị vua ít được biết đến tên là Sekhemre Shedwast hoặc Seneferankhre Pepi III nhiều bí ẩn.

## Chứng thực
Những hoạt động của Bebiankh chủ yếu được biết đến bởi một tấm bia tìm thấy tại Gebel Zeit là minh chứng cho hoạt động khai thác khoáng sản được thực hiện ở vùng đất bên bờ Biển Đỏ này suốt vương triều của mình, nó còn lưu giữ các tên hoàng gia của ông là Seuserenre và Bebiankh. Ông cũng được biết là đã xây dựng và mở rộng Đền Medamud. Tên của ông cũng được tìm thấy trên một con dao găm bằng đồng ở Naqada và hiện đang lưu trữ trong Bảo tàng Anh, theo số Danh mục BM EA 66062.
Tên của ông cũng xuất hiện trong danh sách vua Karnak (hàng thứ 4).